# 蕭綸
蕭 綸（しょう りん、生年不詳 - 551年）は、南朝梁の武帝蕭衍の六男。邵陵携王。字は世調。

## 経歴
蕭衍と丁充華のあいだの子として生まれた。若くして聡明で、博学で文章をよくし、尺牘を最も得意とした。天監13年（514年）、邵陵郡王に封じられた。寧遠将軍・琅邪彭城二郡太守として出向し、軽車将軍・会稽郡太守に転じた。天監18年（519年）、召還されて信威将軍となった。普通元年（520年）、領石頭戍事となり、まもなく江州刺史となった。普通5年（524年）、西中郎将として権摂南兗州をつとめた。普通6年（525年）、事件に連座して免官され、爵位を奪われた。普通7年（526年）、侍中の位を受けた。大通元年（527年）、封爵を戻され、まもなく信威将軍の位を加えられ、佐史を置いた。中大通元年（529年）、丹陽尹となった。
中大通4年（532年）、侍中・宣恵将軍・揚州刺史となった。少府丞の何智通は蕭綸が零細民の漁を妨害していることを上奏しようとした。蕭綸はこのことを知ると、刺客の戴子高を派遣して建康の巷間で何智通を刺殺させた。何智通の子が宮中に訴えたので、蕭衍は蕭綸の邸を包囲させ、戴子高を捕らえようとしたが、蕭綸がかくまって出させなかった。この事件により免官されて庶人とされた。ほどなくまた封爵を戻された。大同元年（535年）、侍中・雲麾将軍となった。後に中書令に上った。大同3年（537年）、再び江州刺史となった。大同6年（540年）、使持節・都督郢定霍司四州諸軍事・平西将軍・郢州刺史として出向し、安前将軍・丹陽尹に転じた。中大同元年（546年）、鎮東将軍・南徐州刺史として出向した。
太清2年（548年）、位は中衛将軍・開府儀同三司に進んだ。侯景の乱が起こると、征討大都督の位を加えられて、侯景を討つことになった。出立にあたって蕭衍は短期決戦を避け長期戦に持ち込むよういましめた。蕭綸が鍾離に到着したとき、侯景はすでに采石に渡河していた。蕭綸は昼夜兼行で急いで南にもどった。3万の兵を率いて京口を出ると、将軍伯超の進言を容れて、侯景軍の不意を撃ち、いったんは勝利をおさめた。翌日、侯景軍が立て直して両軍対峙した。侯景軍が後退したところを、南安郷侯蕭駿（蕭懿の子の臨汝侯蕭淵猷の子）が誘い込まれて数十騎で突出した。侯景軍が転回して蕭駿を壊滅させ、蕭綸の本隊に迫ると、蕭綸軍は大敗した。蕭綸が鍾山に後退したとき、付き従う者は1000人に足らず、侯景軍の包囲を受けてまた敗れ、京口に逃げ帰った。
太清3年（549年）春、蕭綸は東揚州刺史の蕭大連らとともに建康の救援に向かい、驃騎洲に到着した。位は司空に進んだ。侯景軍が建康の台城を陥落させると、蕭綸は禹穴に逃亡した。大宝元年（550年）、郢州に入ると、南平王蕭恪（南平王蕭偉の子）が郢州刺史の位を譲ろうとしたが、蕭綸は受けなかった。仮黄鉞・都督中外諸軍事に立てられたので、蕭綸は百官を置き、郢州の庁舎を正陽殿とした。湘東王蕭繹が河東王蕭誉を長沙で包囲していたので、援軍に赴こうとしたが、糧食の補給が続かず、取りやめた。
蕭綸は侯景を討つために兵器を改修したが、蕭繹の警戒を呼び、蕭繹は王僧弁に水軍1万を率いさせて郢州に迫らせた。蕭綸は敗れて子の蕭躓らとともに小舟で武昌に逃れた。部下の長史の韋質と司馬の姜律が郢州の外におり、蕭綸のもとに駆けつけて敗兵をまとめ、斉昌郡に駐屯し、東魏軍とともに南陽を攻撃しようと図った。侯景の将の任約がこれを知ると、鉄騎200で蕭綸を襲撃した。蕭綸は定州に敗走した。定州刺史の田龍祖は迎え入れたが、田龍祖は蕭繹の任命した刺史だったので、捕らえられることを恐れて再び斉昌郡に帰った。汝南に到着すると、西魏の汝南城主の李素孝が蕭綸の旧部下だったため、蕭綸を迎え入れた。蕭綸は兵を集めて竟陵を攻撃しようとした。西魏の安州刺史の馬岫がこれを知ると、西魏の朝廷に報告し、西魏は大将軍の楊忠や儀同の侯幾通らの軍を派遣した。大宝2年（551年）2月、楊忠らが汝南に進軍してきたため、蕭綸は籠城して守った。おりしも寒天の大雪で楊忠らは攻めあぐねたが、李素孝が流れ矢に当たって戦没すると、汝南城は陥落し、蕭綸は捕らえられた。蕭綸は屈服せず、殺害されて遺体は川岸に投げ捨てられた。後に元帝（蕭繹）によって携と追諡された。

## 子女
- 蕭堅（字は長白、汝南侯、侯景の乱で殺害された）
- 蕭確
- 蕭躓

## 伝記資料
- 『梁書』巻29 列伝第23
- 『南史』巻53 列伝第43